# Cantón Yaguachi
Yaguachi es un cantón de la provincia del Guayas de la República del Ecuador. Su cabecera cantonal es la ciudad de Yaguachi Nuevo.

## Geografía
El cantón Yaguachi está situado al centro este de la provincia del Guayas. Limita al norte con los cantones Samborondón y Jujan; al sur con el cantón Naranjito; al este con los cantones de Milagro, Marcelino Maridueña, El Triunfo; y al oeste Durán y Samborondón.

## División política
Parroquia urbana:
- San Jacinto de Yaguachi

Parroquias rurales: 
- General Pedro J. Montero
- Virgen de Fátima
- Yaguachi Viejo (también conocido como Cone)